# Evangelie volgens Marcion

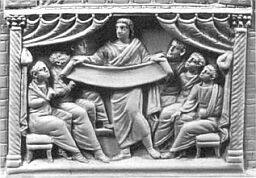
Fresco waarop Marcion predikt

Het Evangelie volgens Marcion (Evangelie van de Heer volgens aanhangers van Marcion) is een tekst die door de Christelijke leider Marcion (85-160) in de tweede eeuw werd samengesteld als alternatief voor de andere evangeliën. Overgeleverde fragmenten van dit evangelie gelden als apocriefen van het Nieuwe Testament. Vele katholieke christelijke apologeten, onder meer Tertullianus, bestreden Marcion na zijn dood en vermeldden citaten uit diens werk, zodat bijna het gehele Evangelie van de Heer kon worden gereconstrueerd. Marcion is vooral bekend dankzij zijn bestrijders, die hem als een ketter beschouwden.

## Verband met het Evangelie volgens Lucas
Er zijn twee mogelijke verbanden tussen de Evangeliën van Marcion en Lukas.

### Marcion als bewerker van Lucas
Kerkvaders schreven - en de meerderheid van hedendaagse onderzoekers is het met hen eens - dat Marcion het evangelie van Lucas bewerkte om het aan te passen aan zijn eigen theologie, het Marcionisme. Tertullianus merkte op dat Marcion "alles (uit Lukas) schrapte wat met zijn leer in strijd was ... maar behield wat strookte met zijn mening" Dit komt overeen met Marcions behandeling van de andere Bijbelboeken in zijn eigen beknopte canon, zoals de Brieven van Paulus en lijkt waarschijnlijk omdat het evangelie volgens Lukas voltooid was in Marcions tijd.
Marcion schrapte de eerste twee hoofdstukken over Jezus' geboorte en begintijd in Capernaüm en maakte in de rest aanpassingen passend bij zijn Marcionisme, zie de verschillen in onderstaande teksten, bijvoorbeeld dat Jezus de Profeten (Nevi'im) niet volgde en dat de aarde zondig is.
| Lucas | Marcion |
| --- | --- |
| O onverstandigen en tragen van hart, dat gij niet gelooft alles wat de profeten gesproken hebben (24:25)                                               | O onverstandigen en tragen van hart dat gij niet gelooft wat ik U gezegd heb                                                         |
| Ze begonnen Hem te beschuldigen en zeiden: Wij hebben bevonden dat deze ons volk verleidt, doordat hij verbiedt de keizer belasting te betalen’ (23:2) | Ze begonnen Hem te beschuldigen en zeiden: Wij hebben bevonden dat deze ons volk verleidt,.. en de wet en de profeten te niet doet.' |
| Ik dank U, Vader, Heer des hemels en der aarde .. (10:21)                                                                                              | Ik dank U, Hemelse Vader... |

### Marcion als voorloper van Lucas
In 1881 opperde Charles B. Waite dat Marcions Evangelie mogelijk voorafging aan dat van Lukas. John Knox (niet de Schotse hervormer John Knox) verdedigde deze hypothese in Marcion and the New Testament. Vergelijk bijvoorbeeld Lucas 5:39 met Lucas 5:36-38. Joseph B Tyson beweert in zijn boek Marcion and Luke-Acts: a defining struggle (2006) dat niet alleen Lucas maar ook de Handelingen van de Apostelen juist reageren op het Evangelie van Marcion in plaats van dat dit een herschrijving van Lucas zou zijn.

## Von Harnacks opvatting
De theoloog Adolf von Harnack zag Marcion als een bewerker van Lucas. Er kon volgens Marcion maar een waarachtig evangelie bestaan zodat alle andere wel verzinsels moesten zijn van pro-Joodse elementen die het geloof in Jahweh steunden. Marcion zou ervan overtuigd zijn geweest dat het ware evangelie door Christus zelf aan Paulus was gegeven, maar dat het later bedorven was door orthodox-Joodse gelovigen, die ook de Brieven van Paulus bewerkten. De toeschrijving van het evangelie aan Lucas zou ook een vervalsing zijn. Daarom trachtte Marcion het oorspronkelijke evangelie te herstellen, zoals dat aan Paulus was gegeven.
Von Harnack schreef:
Voor deze bewerking maakte hij geen aanspraak op een goddelijke openbaring of bijzondere aanwijzing [...] Hij beweerde dan ook niet dat zijn tekst vaststond, wat meestal over het hoofd wordt gezien.